# Audrey Erskine Lindop
Audrey Erskine Lindop, née le 26 décembre 1920 à Londres et morte le 7 novembre 1986 sur l’Île de Wight, est une écrivaine britannique, auteur de littérature populaire.

## Biographie
Elle épouse le dramaturge et scénariste londonien Dudley Leslie (1905-1998).
Elle obtient le grand prix de littérature policière en 1967 pour Comptes à rebours (I Start Counting).

## Œuvre

### Romans
- Fortune My Foe (1947)
- Soldiers' Daughters Never Cry (1948)
- The Tall Headlines (1950) Publié en français sous le titre Manchettes à sensation, traduit par Max Roth, Paris, Éditions Flammarion, 1952, 253 p. (BNF 32386924)
- Out of the Whirlwind (1952)
- The Singer Not the Song (1953) Publié en français sous le titre La flamme ne s’éteint pas, traduit par Pierre Singer, Paris, Éditions Flammarion, coll. « La Rose des vents », 1956, 285 p. (BNF 32386923)
- The Outer Ring (1955)
- Details of Jeremy Stretton (1955)
- The Judas Figures (1956)
- I Thank a Fool (1958) Publié en français sous le titre La Plus Folle des deux, traduit par Tanette Prigent, Paris, Éditions Stock, 1960, 223 p. (BNF 33080271)
- Nicola (1959)
- The Way to the Lantern (1961)
- I Start Counting (1966) Publié en français sous le titre Comptes à rebours, traduit par Colette-Marie Huet, Paris, Éditions Stock, 1967, 297 p. (BNF 33080270)
- Sight Unseen (1969)
- Journey Into Stone (1972)
- The Self-Appointed Saint (1975)
- In Me My Enemy (1979)

### Littérature d'enfance et de jeunesse
- The Adventures of the Wuffle (1966)

## Prix
- Grand prix de littérature policière 1967 pour Comptes à rebours[1]